# Batracomorphus chahbaharus
Batracomorphus chahbaharus är en insektsart som beskrevs av Dlabola 1979. Batracomorphus chahbaharus ingår i släktet Batracomorphus och familjen dvärgstritar. Inga underarter finns listade i Catalogue of Life.